# Béatrice de Navarre
 (mars 2018).
Si vous disposez d'ouvrages ou d'articles de référence ou si vous connaissez des sites web de qualité traitant du thème abordé ici, merci de compléter l'article en donnant les références utiles à sa vérifiabilité et en les liant à la section « Notes et références ».
Pour les articles homonymes, voir Béatrice de Navarre.
Béatrice de Navarre ou Béatrice d'Évreux, née en 1392 et morte en 1407, est une infante de Navarre, devenue comtesse de la Marche de 1406 à 1407 par mariage avec Jacques II de Bourbon-La Marche.

## Biographie
Troisième fille du roi Charles III de Navarre et d'Éléonore de Castille, elle épouse le 14 septembre 1406 à Pampelune Jacques de Bourbon, comte de La Marche, dont elle devient la première femme. Le roi de Navarre avait connu Jacques de Bourbon à la cour de France et l'avait invité à venir en Navarre pour épouser une de ses filles.
Peu après le mariage Jacques de Bourbon est envoyé à la tête des troupes navarraises pour aider le régent Ferdinand Ier d'Aragon à combattre le royaume de Grenade.
Béatrice meurt pendant l'absence de son époux le 13 décembre 1407 peu après avoir mis au monde leur unique enfant.
À son retour de Grenade en 1408 Jacques de Bourbon confie l'éducation de sa fille au roi Charles III et retourne en France.

## Descendance
Du mariage de Béatrice de Navarre avec Jacques II de Bourbon est issue une fille unique:
- Éléonore de Bourbon (1407-1464), mariée en 1429 avec Bernard de Pardiac.